# Bikini-Skandal (Musical)
Bikini-Skandal ist das vierte Musical von Jochen Frank Schmidt. Es ist ein Musical-Krimi, der in den 1950er Jahren spielt. Die Uraufführung war am 6. November 2010 im Gloria-Theater in Bad Säckingen. In vierzig ausverkauften Vorstellungen waren mehr als 24000 Besucher.

## Handlung
Das Musical beschreibt, wie die Moral eines Dörfchens durch aufsehenerregende Ereignisse, die über das Dorf hinausgehen, auf den Kopf gestellt wird. Schauplatz der Handlung ist das Alpendörfchen Kleinwildgstadthausen, das darunter leidet, dass zu wenig Touristen kommen. Obwohl in der damaligen Zeit Bikinis noch nicht salonfähig waren, wagt sich die Millionenerbin Giselle im Zweiteiler ins Schwimmbad, was im Dorf zu großer Empörung führt. Kurze Zeit später wird sie ermordet. Nachdem die Presse darüber berichtet hat, strömen viele Touristen dorthin. Der Mörder muss gefunden werden. Nun zeigt sich das wahre Gesicht der Dorfbewohner, denn jeder wird verdächtigt. Das Stück endet mit der Auflage, dass im Schwimmbad nur noch Bikinis getragen werden dürfen. Alle finanziellen Schwierigkeiten Kleinwildgstadthausens sind durch den Zustrom der Touristen beseitigt.

## Musik
Musikalisch bewegt sich das Stück zwischen dem Rock-and-Roll-Sound der 1950er Jahre und Balladen mit eingängigen Melodien von Jochen Frank Schmidt. Die Titel „Sonne rein“, „Nie das Glück gesehn“ oder „Frau zu sein“ zeigen Emotionen. Weitere Lieder sind „Sensationell“, „Tango Mortale“ und „Bikini Skandal“.

## Künstlerisches Team der Uraufführung
Musik, Text und Regie sind von Jochen Frank Schmidt, die Produktion und der Ton von Alexander Dieterle, die Choreographie von Vanessa Vario. Die Kostüme gestaltete Helga Schmidt, der Bühnenchef war Karl Thomann, die Maske leitete Ruth Nowak, das Kulissenbild entwarf Helena Joos. Für die Lichtgestaltung war Felix Breuer zuständig.

## Besetzung der Uraufführung
Luise wird von Nadine Arnet und Schorsch, der Polizist, von  Ruben Moratz verkörpert. Omi Fichtelhuber spielt Johannes Hog und  Giselle, die Millionärsebin, Vanessa Iraci. Britta, die Kioskbesitzerin, wird von Myriam Mazzolini und der Kommissar von  Markus Oschwald sowie der Bürgermeister von Joannis Tsakiris dargestellt. Die beiden Schweizer, Frau Büslimann und Herr Büslimann, die die Rahmenhandlung darstellen, werden von Romanie Marty und Dany Demuth gespielt. Hedwig, die eifersüchtige Ehefrau, übernimmt Andrea Konstanze Langer sowie Walli, die Reporterin, Stephanie Weissenberger. Die Schwester Agatha spielt  Dijana Vidovic. Der Lausbub und das Mädel werden von Marco Bach und  Valeria Perrupato dargestellt.
Die Band bestand aus Christian Mirbach (Piano), Felix Born (Bass), Klaus Siebold und Bernd Keller (Saxophon), Markus Meier (Trompete), Albert Mamsto (Gitarre) und Stefan Anna (Schlagzeug).

## Trivia
Das Musical wurde am  3. Januar 2011 in der Sendung Landesschau – KulTour des SWR Fernsehen vorgestellt.  Es gibt eine CD des Musicals aus dem Jahre 2010.